# Maronia-Sapes
Maronia-Sapes (griechisch Μαρώνεια-Σάπες) ist seit 2011 eine Gemeinde in der nordostgriechischen Region Ostmakedonien und Thrakien. Die Gemeinde ist in zwei Gemeindebezirke unterteilt. Verwaltungssitz ist die Kleinstadt Sapes.

## Lage
Die Gemeinde Maronia-Sapes erstreckt sich im Osten der Region Ostmakedonien und Thrakien nördlich des Thrakischen Meeres über 643,988 km². Angrenzende Gemeinden sind im Norden und Nordosten Arriana, Soufli, im Osten Alexandroupoli und im Westen Komotini. Ein schmaler Streifen trennt im Norden eine Exklave der Gemeinde Arriana von deren Gemeindegebiet.

## Verwaltungsgliederung
Die Gemeinde wurde nach der Verwaltungsreform 2010 aus dem Zusammenschluss der ehemaligen Gemeinden Maronia und Sapes gebildet. Verwaltungssitz der Gemeinde ist die Stadt Sapes. Die ehemaligen Gemeinden bilden seither Gemeindebezirke. Die Gemeinde ist weiter in 3 Stadtbezirke und 14 Ortsgemeinschaften untergliedert.
| Gemeindebezirk | griechischer Name          | Code   | Fläche (km²) | Einwohner 2011 | Stadtbezirke / Ortsgemeinschaften (Δημοτική / Τοπική Κοινότητα)                    | Lage |
| -------------- | -------------------------- | ------ | ------------ | -------------- | ---------------------------------------------------------------------------------- | ---- |
| Maronia        | Δημοτική Ενότητα Μαρωνείας | 010402 | 287,126      | 6.350          | Amaranda, Xylagani, Imeros, Maronia, Mirana, Pelagia, Proskynites                  |      |
| Sapes          | Δημοτική Ενότητα Ιάσμου    | 010401 | 356,862      | 8.383          | Sapes, Amfia, Arisvi, Evrinos, Iasio, Kizario, Krovyli, Lofario, Nea Sanda, Strymi |      |
| Gesamt         | Gesamt                     | 0104   | 643,988      | 14.733         |                                                                                    |      |

## Verkehr
Durch das Gemeindegebiet verlaufen in West-Ost-Richtung mit der Autobahn 2 und der Bahnstrecke Thessaloniki–Ormenio die beiden bedeutendsten Verkehrswege Nordgriechenlands, die den Anschluss an das bulgarische und türkische Verkehrsnetz herstellen.